# Duane Cooper
Samuel Duane Cooper (ur. 25 lipca 1969 w Benton Harbor) – amerykański koszykarz, występujący na pozycji rozgrywającego.
W trakcie swojej kariery oprócz występów w Los Angeles Lakers oraz Phoenix Suns, w NBA, zaliczył także obozy przedsezonowe Charlotte Hornets (1995) i Toronto Raptors (1996).
W trakcie swojego pobytu w Polsce zaliczył jedno z nielicznych triple-double w Polskiej Lidze Koszykówki. Miało to miejsce w sezonie 2000/01, podczas konfrontacji z zespołem Śląska Wrocław, w trakcie którego zanotował 11 punktów, 10 asyst i 10 zbiórek.

## Osiągnięcia
NCAA
- Uczestnik turnieju NCAA (1991, 1992)
- Zaliczony do składu All-Pac-10 First Team (1992)[1]

Drużynowe
- Mistrz CBA (2000)
- Wicemistrz CBA (1996)
- Uczestnik rozgrywek Pucharu Koracia (1998/99)

Indywidualne
- Uczestnik meczu gwiazd:
  - Polska - Gwiazdy PLK (1997)[3]
  - PLK (1998)[4]
- Uczestnik konkursu wsadów PLK (1998)[4]